# Edmund Wierciński
Edmund Wierciński (ur. 19 lutego 1899 w Jurgowie, zm. 13 września 1955 w Warszawie) – aktor, reżyser, pedagog.

## Życiorys
Urodził się w majątku Jurgowo (w okolicy Izabelina, w dzisiejszym rejonie wołkowyskim). Ojciec Mieczysław, inżynier, pracował przy budowie kolei. Zarówno on, jak i matka, Ernestyna z Zieleniewskich, byli potomkami uczestników powstania styczniowego. Pielęgnowane przez rodziców wartości patriotyczne w znaczącym stopniu ukształtowały życie Edmunda.
Edukację rozpoczął w szkole realnej w Wilnie. Będąc tam uczniem, współorganizował w 1913 z członkami konspiracyjnej organizacji niepodległościowej „Wyzwolenie” tajne przedstawienie III części Dziadów Adama Mickiewicza. Po wybuchu I wojny światowej przebywał w Tomsku na Syberii, gdzie ukończył szkołę i rozpoczął studia prawnicze, a w teatrze amatorskim korporacji studenckiej wystawił Dziady (1917). Po powrocie do Warszawy, od 1921 związany był z „Redutą” Juliusza Osterwy (od 1924 objął „kierownictwo pracy”). Grał m.in. Geniusza w Wyzwoleniu, Wernyhorę w Weselu i don Fernanda w Księciu Niezłomnym.
Debiutował jako reżyser ekspresjonistyczną inscenizacją Snu Felicji Kruszewskiej (1927, także rola Zielonego Pajaca). Później jako aktor i reżyser współpracował z Teatrem Nowym w Poznaniu (w latach 1927–1928), Teatrem Wielkim w Łodzi i Teatrem Skarbkowskim we Lwowie (lata 1930–1931 i 1932), scenami stołecznymi (1931 – teatr Melodram, 1932–1933 Teatr Nowe Ateneum, 1934–1939 teatry TKKT).
Podczas okupacji niemieckiej działał w konspiracji w Warszawie (współorganizował z Bohdanem Korzeniewskim Tajną Radę Teatralną, prowadził studyjne zespoły teatralne, organizował wraz z żoną audycje poetycko-muzyczne).
Po zakończeniu wojny już nie występował; w latach 1945–1946 prowadził z Korzeniewskim Scenę Poetycką przy Teatrze Wojska Polskiego w Łodzi (wystawił w 1946 r. Elektrę Jeana Giraudoux), a następnie reżyserował w Krakowie i Katowicach (1946–1947), w Warszawie (1947–1948 i 1952–1955 Teatr Polski) i Wrocławiu (1949–1952).
Od 24 lipca 1925 był mężem Marii z Serkowskich.
Zmarł w Warszawie, spoczywa razem z żoną na cmentarzu Wojskowym na Powązkach (kwatera B 2-7-27).

### Kariera aktorska
Wierciński prezentował arealistyczny typ aktorstwa. Jego styl gry tak opisywał Eugeniusz Krasiński:

Uduchowiony, uroczysty w wyrazie, dyskretny, oszczędny w środkach, z hieratycznym, rzeźbiarskim gestem, odznaczał się dojrzałą powagą, kamiennym spokojem zewnętrznym przy wewnętrznej intensywności przeżyć i umiejętności zupełnego przeistoczenia się. Jego kreacje reprezentowały przede wszystkim uczucia, posągowe bohaterstwo, miały nie wzruszać, ale wyzwalać siły moralne człowieka.

Jego najlepsze role powstały we współpracy z Leonem Schillerem (1930–1934) tworzącym teatr monumentalny (Szatan-Doktor – Kordian Juliusza Słowackiego, Ksiądz Piotr – Dziady) i neorealistyczny (Student – Krzyczcie Chiny! Siergieja Trietjakowa).

### Kariera reżyserska
W okresie międzywojennym Wierciński wiele eksperymentował jako reżyser, poszukiwał nowych rozwiązań formalnych. Był jednym z pierwszych inscenizatorów w Polsce, którzy realizowali zasadę integralności dzieła scenicznego; mistrzowsko przeprowadzał psychologiczną analizę wystawianego tekstu. Przed teatrem stawiał zadania społeczno-wychowawcze. Jego ideałem był teatr, którego źródła tkwiły w polskim teatrze romantycznym i twórczości Wyspiańskiego. Tworzył teatr postępowy, wyrażający aktualne treści społeczno-polityczne (Sprawa Dreyfusa Wilhelma Herzoga i Hansa Joségo Rehfischa 1931, Czarne Getto Eugene’a O’Neilla 1932). Wydobywał warstwę znaczeń przenośnych, symbolicznych, zarówno w sztukach z repertuaru współczesnego: Sen (1927), Łyżki i księżyc Emila Zegadłowicza (1928), Metafizyka dwugłowego cielęcia Stanisława Ignacego Witkiewicza (1928), jak i klasycznego: Ksiądz Marek Słowackiego (1936). Po okresie poszukiwań i eksperymentów wystawiał kameralne sztuki realistyczno-psychologiczne (Głupi Jakub Tadeusza Rittnera (1936), Lato w Nohant Jarosława Iwaszkiewicza (1936)). W ostatnich przedstawieniach powojennych unikał eksperymentów, bliski był mu klasyczny teatr poetycki: Cyd Wyspiańskiego według Pierre’a Corneille’a (1948), Fantazy (1948) i Horsztyński (1953) Słowackiego, Lorenzaccio Alfreda de Musseta (1955).

## Publikacje i działalność pedagogiczna
Opublikowano jego Teksty i notatki z lat 1921–1955 (1990) i wybór korespondencji na łamach: „Pamiętnika Teatralnego”, „Teatru” i „Dialogu”. Przez wiele lat uczył w PIST (1934–1939 i w okresie okupacji niemieckiej) i PWST w Warszawie (1952–1954).

## Ordery i odznaczenia

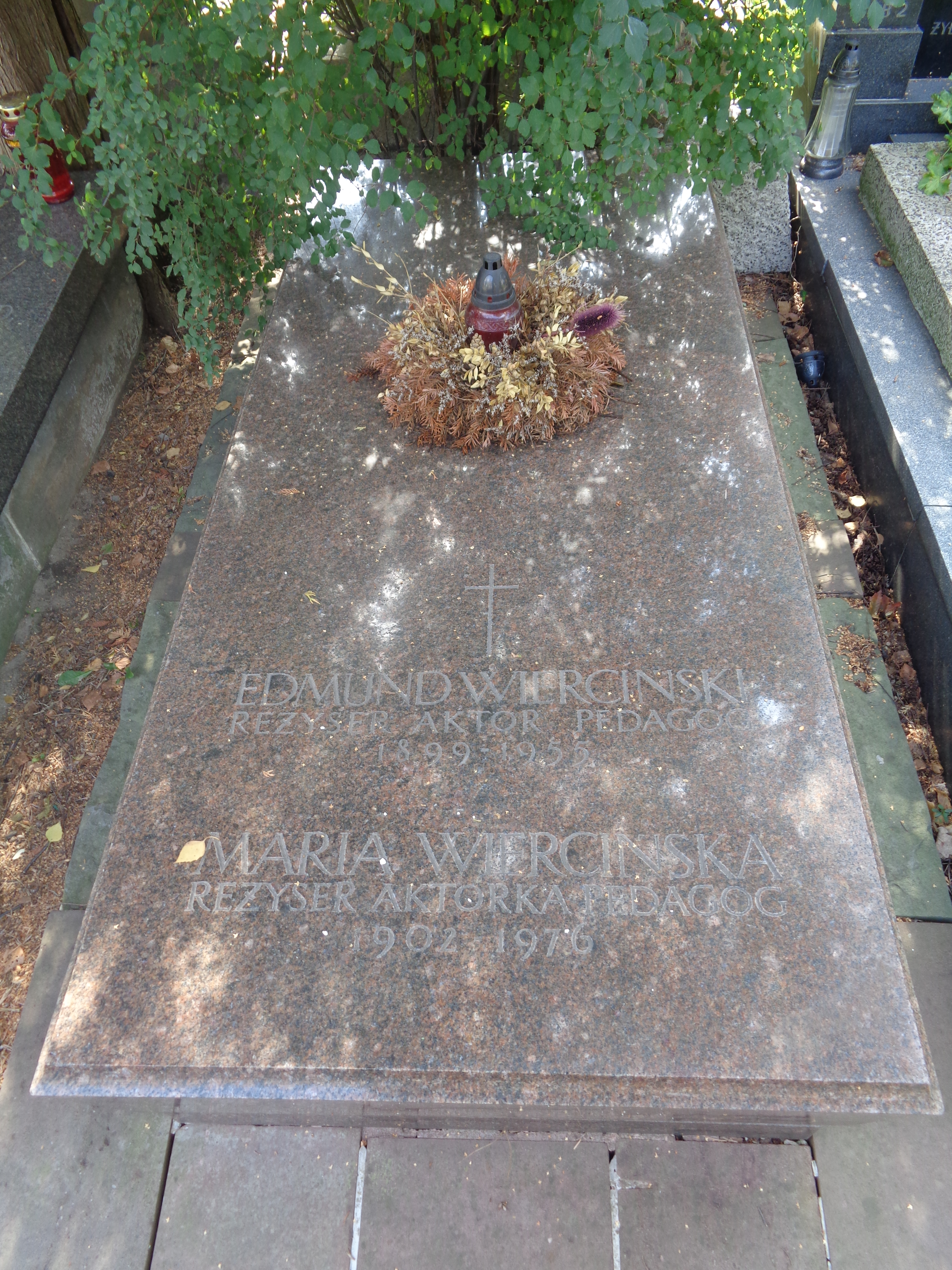
Grób Edmunda Wiercińskiego na cmentarzu Wojskowym na Powązkach

- Krzyż Komandorski Orderu Odrodzenia Polski (11 lipca 1955)[4]
- Krzyż Oficerski Orderu Odrodzenia Polski (22 lipca 1953)[5]
- Krzyż Walecznych[2]
- Złoty Krzyż Zasługi (dwukrotnie: 15 czerwca 1946[6], 13 listopada 1953[7])
- Medal Niepodległości (9 listopada 1931)[8]
- Srebrny Krzyż Zasługi (19 czerwca 1927)[9]
- Medal 10-lecia Polski Ludowej (19 stycznia 1955)[10]
- Medal Zwycięstwa („Médaille Interalliée”)[2]

## Nagrody
- Nagroda Państwowa I stopnia „za działalność reżyserską” (1955)[11]